# AVN Award for Male Performer of the Year
L'AVN Award for Male Performer of the Year è un premio pornografico assegnato all'attore votato come migliore dalla AVN, l'ente che assegna gli AVN Awards, riconosciuti come i migliori premi del settore (paragonabile al Premio Oscar).
Come per gli altri premi, viene assegnato nel corso di una cerimonia che si svolge a Las Vegas, solitamente nel mese di gennaio, dal 1993.
L'attore italiano Rocco Siffredi è stato il primo ad essere premiato. Manuel Ferrara invece detiene il record di vittorie complessive con sei premi, mentre l'austriaco Mick Blue è stato il primo ad aggiudicarselo tre volte consecutivamente.

## Vincitori e candidati

### Anni 1990
| Anno            | 1993           | 1994 | 1995                       | 1996                                                                         | 1997 | 1998 | 1999 |
| --------------- | -------------- | --- | -------------------------- | ---------------------------------------------------------------------------- | --- | --- | --- |
| Vincitore       | Rocco Siffredi | Jonathan Morgan                                                                                               | Jon Dough                  | Rocco Siffredi                                                               | T.T. Boy | Tom Byron | Tom Byron |
| Altri candidati | Mike Horner    | T.T. Boy Jon Dough Steve Drake Mike Horner Sean Michaels Rocco Siffredi Joey Silvera Max Steiner Marc Wallice | Sean Michaels Alex Sanders | T.T. Boy Jon Dough Steve Hatcher Steven St. Croix Alex Sanders Tony Tedeschi | Tom Byron Mark Davis Sean Michaels Rodney Moore Jonathan Morgan Ed Powers Steven St. Croix Alex Sanders Rocco Siffredi Jake Steed Max Steiner Vince Vouyer | Mark Davis Rod Fontana Jack Hammer Dave Hardman Mr. Marcus Sean Michaels Rodney Moore Ed Powers Jake Steed Max Steiner Vince Vouyer | Christoph Clark Van Damage Dave Hardman Brandon Iron Mr. Marcus Sean Michaels Alex Sanders Kyle Stone Vince Vouyer |

### Anni 2000
| Anno            | 2000 | 2001 | 2002 | 2003 | 2004 | 2005 | 2006 | 2007 | 2008 | 2009 |
| --------------- | --- | --- | --- | --- | --- | --- | --- | --- | --- | --- |
| Vincitore       | Lexington Steele                                                                                          | Evan Stone | Lexington Steele                                                                                          | Lexington Steele | Michael Stefano | Manuel Ferrara                                                                                           | Manuel Ferrara | Tommy Gunn | Evan Stone | James Deen |
| Altri candidati | Chris Cannon Christoph Clark Luciano Mr. Marcus Sean Michaels Herschel Savage Rocco Siffredi Randy Spears | Mark Davis Dillion Day Erik Everhard Max Hardcore Dave Hardman Luciano Mr. Marcus Rocco Siffredi Randy Spears Nacho Vidal | Christoph Clark Anthony Crane Dillion Day Mr. Marcus Rocco Siffredi Evan Stone Brian Surewood Nacho Vidal | Mark Davis Dillon Day Erik Everhard Brandon Iron Mr. Marcus Wesley Pipes Steven St. Croix Michael Stefano Evan Stone Lee Stone Brian Surewood | Jay Ashley T.T. Boy Erik Everhard Brandon Iron Julian Nick Manning Mr. Pete Randy Spears Steven St. Croix Lexington Steele Evan Stone Mark Wood | T.T. Boy Ben English Kurt Lockwood Mr. Marcus Mr. Pete Randy Spears Michael Stefano Evan Stone Mark Wood | Otto Bauer Erik Everhard Tommy Gunn Kurt Lockwood Mr. Marcus Sean Michaels Mr. Pete Randy Spears Lexington Steele Michael Stefano Evan Stone Lee Stone John Strong | Mark Ashley Marco Banderas James Deen Erik Everhard Manuel Ferrara Kurt Lockwood Scott Nails Justin Slayer Lexington Steele Michael Stefano Evan Stone John Strong Tony T. | Marco Banderas James Deen Shane Diesel Erik Everhard Manuel Ferrara Tommy Gunn Dirty Harry Jean Val Jean Charlie Macc Nick Manning Mr. Marcus Mr. Pete Randy Spears Mark Wood | Mark Ashley Marco Banderas Mick Blue Tom Byron Erik Everhard Manuel Ferrara Tommy Gunn Shorty Mac Nick Manning Randy Spears Michael Stefano Steven St. Croix Evan Stone |

### Anni 2010
| Anno            | 2010 | 2011 | 2012 | 2013 | 2014 | 2015 | 2016 | 2017 | 2018 | 2019 |
| --------------- | --- | --- | --- | --- | --- | --- | --- | --- | --- | --- |
| Vincitore       | Manuel Ferrara | Evan Stone | Manuel Ferrara | James Deen | Manuel Ferrara | Mick Blue | Mick Blue | Mick Blue | Markus Dupree | Manuel Ferrara |
| Altri candidati | Marco Banderas Mick Blue Tom Byron James Deen Tony DeSergio Erik Everhard Mr. Marcus Sean Michaels Mr. Pete Rocco Reed Anthony Rosano Evan Stone Rico Strong Prince Yahshua | Mick Blue Tom Byron James Deen Erik Everhard Manuel Ferrara Tommy Gunn Keiran Lee Mr. Marcus Scott Nails Mr. Pete Rocco Reed Anthony Rosano Keni Styles Prince Yahshua | Mick Blue Tom Byron James Deen Erik Everhard Tommy Gunn Keiran Lee Ramón Nomar Mr. Pete Rocco Reed Anthony Rosano Lexington Steele Evan Stone Nacho Vidal Prince Yahshua | Mike Adriano Mick Blue Xander Corvus Erik Everhard Manuel Ferrara Keiran Lee Mandingo Ramón Nomar Mr. Pete Tommy Pistol Toni Ribas Evan Stone Nacho Vidal Prince Yahshua | Mick Blue Xander Corvus James Deen Ryan Driller Erik Everhard Keiran Lee Ryan Madison Mandingo Ramón Nomar Tommy Pistol Toni Ribas Lexington Steele Christian XXX Prince Yahshua | Mike Adriano Xander Corvus James Deen Erik Everhard Manuel Ferrara Keiran Lee Mr. Pete Ramón Nomar Tommy Pistol Toni Ribas Johnny Sins Lexington Steele Chris Strokes Prince Yahshua | Flash Brown Xander Corvus James Deen Erik Everhard Manuel Ferrara Keiran Lee Ramón Nomar Tommy Pistol Toni Ribas Lexington Steele Steven St. Croix Chad White Prince Yahshua | Xander Corvus James Deen Ryan Driller Markus Dupree Manuel Ferrara Small Hands Keiran Lee Mandingo Derrick Pierce Tommy Pistol Toni Ribas Lexington Steele Chris Strokes Prince Yahshua | Mick Blue Xander Corvus Charles Dera Manuel Ferrara Ricky Johnson Keiran Lee Mandingo Ramón Nomar Tommy Pistol Toni Ribas Johnny Sins Jean Val Jean Chad White Prince Yahshua | Mick Blue Xander Corvus James Deen Dredd Markus Dupree Small Hands Steve Holmes Ricky Johnson Jessy Jones Keiran Lee Mandingo Ramón Nomar Tommy Pistol Johnny Sins |

### Anni 2020
| Anno            | 2020 | 2021 | 2022 | 2023 | 2024 | 2025 |
| --------------- | --- | --- | --- | --- | --- | --- |
| Vincitore       | Small Hands | Small Hands | Tommy Pistol | Seth Gamble | Isiah Maxwell | Vince Karter |
| Altri candidati | Mick Blue Xander Corvus Charles Dera Ryan Driller Markus Dupree Manuel Ferrara Seth Gamble Steve Holmes Ricky Johnson Keiran Lee Isiah Maxwell Ramón Nomar Derrick Pierce Tommy Pistol | Mick Blue Xander Corvus Charles Dera Damon Dice Markus Dupree Manuel Ferrara Seth Gamble Ricky Johnson Keiran Lee Isiah Maxwell Ramón Nomar Tommy Pistol Jax Slayher Prince Yahshua | Mick Blue Dante Colle Xander Corvus Charles Dera Manuel Ferrara Oliver Flynn Seth Gamble Quinton James Isiah Maxwell Ramón Nomar Jax Slayher Codey Steele Michael Stefano Zac Wild | Mick Blue Nathan Bronson Dante Colle Dredd Manuel Ferrara Oliver Flynn Anton Harden Ricky Johnson Isiah Maxwell Ramon Nomar Tommy Pistol Codey Steele Michael Stefano Zac Wild | Mick Blue Nathan Bronson Manuel Ferrera Oliver Flynn Seth Gamble Maximo Garcia JMac Ricky Johnson Alex Jones Scott Nails Ramon Nomar Tommy Pistol Codey Steele Zac Wild | Mick Blue Nathan Bronson Hollywood Cash Dan Damage Charles Dera Seth Gamble JMac Ricky Johnson Alex Jones Isiah Maxwell Scott Nails Milan Ponjevic Codey Steele Zac Wild |